# ميخائيل بارنز
ميخائيل بارنز (بالإنجليزية: Michael Barnes)‏ (24 يونيو 1988 في المملكة المتحدة - ) هو لاعب كرة قدم بريطاني في مركز الوسط. لعب مع شروزبري تاون ومانشستر يونايتد ونادي تشيسترفيلد ونادي ساوثبورت وAFC Fylde ‏ ونورثويتش فيكتوريا وإف سي هاليفاكس تاون.

## وصلات خارجية
- ميخائيل بارنز على موقع قاعدة بيانات كرة القدم.إي يو (الإنجليزية)
- ميخائيل بارنز على موقع Soccerbase.com (لاعب) (الإنجليزية)